# Landžov
Landžov (poenostavljeno kitajsko: 兰州; tradicionalno kitajsko: 蘭州; pinjin: Lánzhōu) je glavno in največje mesto province Gansu v severozahodni Ljudski republiki Kitajski. Je ob bregovih Rumene reke in je ključno regionalno prometno središče, ki z železnico povezuje zahodna območja z vzhodno polovico države. V preteklosti je bilo pomemben člen na severnem kraku Svilne poti, v prihodnosti pa naj bi postalo glavno središče na Novem evrazijskem kopenskem mostu. Mesto je tudi središče težke in petrokemične industrije.
Landžov je eno izmed 100 znanstveno najproduktivnejših mest na svetu po rezultatih znanstvenih raziskav, ki jih spremlja Nature Index po podatkih iz Nature Index 2020 Science Cities. Mesto je dom številnih raziskovalnih ustanov, zlasti univerze Landžov, ene izmed prestižnih kitajskih univerz in članice projekta 985.
Na dan 31. decembra 2019 je v Landžovu živelo 3.790.900 prebivalcev, od tega 3.072.100 v urbanem območju. V popisu leta 2020 je Landžov prvič presegel 4 milijone prebivalcev, skupno 4.359.446.

## Zgodovina
Prvotno na ozemlju starodavnih zahodnih Čjangov je Landžou postal del ozemlja države Čin v 6. stoletju pred našim štetjem.
Leta 81 pr. n. št., pod dinastijo Han (206 pr. n. št.–220 n. št.), je bilo odvzeto hunskemu Huandi Čanju in postalo sedež poveljstva Džinčeng (jùn), kasneje pa okrožja Džinčeng (Zlato mesto) (xiàn), pozneje preimenovan v Junvu. Vsaj od prvega tisočletja pr. n. št. je bila glavna povezava na starodavni severni svilni poti in tudi pomembno zgodovinsko mesto prehoda preko Rumene reke. Za zaščito mesta so Kitajski zid podaljšali do Jumena. Deli Velikega zidu še vedno obstajajo znotraj pozidanega območja.
Po padcu dinastije Han je Landžou postal prestolnica nasledstva plemenskih držav. V 4. stoletju je bil za kratek čas prestolnica neodvisne države Liang. Severna dinastija Vei (386–534) je ponovno vzpostavila poveljstvo Džinčeng in preimenovala okrožje Džinčeng (金城 'zlato mesto'). Pomešano z različnimi kulturnimi dediščinami je območje v današnji provinci Gansu od 5. do 11. stoletja postalo središče budističnega študija. Pod dinastijo Sui (581–618) je mesto prvič postalo sedež prefekture Landžou, to ime pa je obdržalo pod dinastijo Tang (618–907). Leta 763 je območje preplavilo Tibetansko cesarstvo, leta 843 pa so ga osvojili Tang. Kasneje je padel v roke dinastije Zahodna Šja (ki je cvetela v Činghaju od 11. do 13. stoletja), nato pa ga je leta 1081 prevzela dinastija Song (960–1126). Ime Landžou je bilo ponovno uveljavljeno, okrožje pa se je preimenovalo v Landžuan.
Po letu 1127 je padel v roke dinastije Jin, po letu 1235 pa je prišel v last Mongolskega imperija.
Pod dinastijo Ming (1368–1644) je bila prefektura degradirana v okrožje in dana pod upravo višje prefekture Lintao, vendar je bil leta 1477 Landžou ponovno ustanovljen kot politična enota.
Mesto je svoje sedanje ime dobilo leta 1656, v času dinastije Čing. Ko je bil Gansu leta 1666 ločena provinca, je Landžou postal njeno glavno mesto.
Leta 1739 je bil sedež Lintaoa prenesen v Landžou, ki je kasneje postal nadrejena prefektura, imenovana Landžou.
Landžou je bil močno poškodovan med Dunganskim uporom v letih 1864–1875. V 1920-ih in 1930-ih je postalo središče sovjetskega vpliva na severozahodni Kitajski.

### Druga kitajsko-japonska vojna - druga svetovna vojna
Med drugo kitajsko-japonsko vojno (1937–1945) je Landžou, ki je bil leta 1935 z cesto povezan s Šjanom, postal končna postaja 3200 km kitajsko-sovjetske ceste, ki se je uporabljala kot pot za sovjetske zaloge, namenjene območje Šjan. Ta cesta je ostala glavna prometna pot severozahodne Kitajske do dokončanja železnice od Landžoua do Urumčija v Šindžjangu.

### Bitka za Landžou
Staro letališče Landžou Dongang, ki je blizu mestnega središča, je bilo glavna vstopna točka za bojna letala, ki so bila Kitajski zagotovljena v okviru kitajsko-sovjetskega pakta o nenapadanju in skupaj z drugimi cilji okoli Landžoua, vključno s civilnimi središči, sta ga močno bombardirali Letalska služba japonske cesarske vojske in služba japonske cesarske mornarice. Med letoma 1937 in 1945 so se med kitajskimi zračnimi silami in cesarskimi japonskimi zračnimi silami odvijale številne zračne bitke nad Landžoujem in okoliškimi regijami, zlasti od 1938 do 1941, ko je bil dotok sovjetskega vojnega materiala glavna podpora v kitajski uporniški vojni proti cesarstvu.
Medtem ko so se cesarske japonske sile do sredine leta 1941 pripravljale na operacijo Z proti Združenim državam in drugim zaveznikom v jugovzhodni Aziji in Tihem oceanu, je bil IJANF za prihajajočo vojno na Pacifiku zaposlen z urjenjem novih letalskih posadk v živih bojnih akcijah po vsej Kitajski. Na terenu sta muslimanska generala KMT Ma Hongkui in Ma Bufang ščitila Landžou s svojimi konjeniškimi enotami in se tako uprla, da Japonci nikoli niso zavzeli Landžouja.
Mesto je sedež trenutno prazne rimskokatoliške škofije in je bilo prej središče apostolskega vikariata (Apostolski vikariat severnega Kan-Suja).

## Geografija
- Površina: 13.300 km²
- Nadmorska višina: 1600 metrov
- Severozahodno geografsko središče Kitajske
- Več kot 20 kvadratnih kilometrov urbanizacije vzdolž južnih bregov Rumene reke.
- Zonarska kotlina
- Gore so na južni in severni strani mesta: Pogorje Čiljan, Mt. Pingliang in Mt. Kongtong (najbolj znani v taoizmu)
- Rumena reka teče od zahoda proti vzhodu

Landžou leži na zgornjem toku Rumene reke, kjer izhaja iz gora, in je središče že od zgodnjih časov, saj je na južnem koncu poti, ki vodi preko Heši koridorja čez Srednjo Azijo. Obvladuje pristope do območja starodavne prestolnice Čangan (sodobni Šjan) v provinci Šaanši tako z zahoda kot s severozahoda, kot tudi območje jezera Činghaj prek zgornjih voda Rumene reke in njenih pritokov.

### Podnebje
Landžou leži v zmernem pasu in ima polsuho podnebje (Köppen BSk) z vročimi poletji ter mrzlimi in zelo suhimi zimami. V mestnem jedru se na podlagi običajnih vrednosti 1971–2000 mesečna 24-urna povprečna temperatura giblje od −4,1 °C januarja do 23,4 °C julija. Povprečna letna temperatura je 10,9 °C, medtem ko je letna količina padavin 309 milimetrov, skoraj vse pade od maja do oktobra. Zime so tako suhe, da je sneženje včasih omejeno na jesen in pomlad. Z mesečnim odstotkom možnega sonca, ki se giblje od 47 odstotkov v septembru do 57 odstotkov v aprilu, je sonca velikodušno, a ne v izobilju, saj mesto letno prejme 2350 ur močnega sonca.

### Okoljevarstveni problemi
Mesto leži v ozki in ukrivljeni rečni dolini z okoliškimi gorami, ki blokirajo prost pretok zraka. Glede na nacionalno okoljsko analizo, ki sta jo januarja 2013 objavila Univerza Cinghua in Azijska razvojna banka, je bil Landžou med desetimi najbolj onesnaženimi mesti na svetu. Kakovost zraka naj bi bila tako slaba, da včasih ni bilo videti Lanšana, gore, ki se dviga ob južni strani mesta. Landžou je tudi dom številnih tovarn, vključno z nekaterimi, ki se ukvarjajo s predelavo nafte in trpi zaradi velikih prašnih neviht, ki jih povzroča puščava Gobi, zlasti pozimi in spomladi. Svetovna zdravstvena organizacija je leta 2011 na podlagi kitajske statistike poročala, da ima Landžou najslabšo kakovost zraka med enajstimi zahodnimi kitajskimi mesti. Njegova letna povprečna vrednost PM10 μg/m³ 150 je 7-krat večja od varne ravni, ki jo je določila Svetovna zdravstvena organizacija. Bil je slabši od Pekinga z odčitkom 121.
Od takrat so oblasti sprejele ukrepe za izboljšanje kakovosti zraka, ki so bili večinoma uspešni. »Zaprtih je bilo 13 onesnaževalskih podjetij s preveliko zmogljivostjo, več kot 200 zelo onesnažujočih podjetij je bilo pozimi začasno zaprtih, 78 industrijskih podjetij pa se je preselilo v industrijski park zunaj mesta.« Leta 2015 je Kitajska prejela naziv podnebnega napredka Kitajske. Kot mesto, ki ga nekoč ni bilo mogoče opaziti s sateliti, je Landžou v zadnjih letih sprejel različne ukrepe za boj proti onesnaženosti zraka in zmanjšal svoj indeks onesnaženosti zraka z največjo hitrostjo po vsej Kitajski. Glede na podatkovno zbirko WHO iz leta 2018 ima Landžou od 2700 mest na seznamu 158. najvišjo stopnjo onesnaženosti z delci PM 2,5, s povprečno vrednostjo 54 mikrogramov na kubični meter (dvakrat več kot Milano). Delež velikih delcev PM10 ostaja visok, 132 mikrogramov na kubični meter, deloma zaradi peščenih neviht.
Rumena reka pri Landžouju je zelo obremenjena z muljem, kar daje reki značilen blaten videz; vendar je kakovost vode na tem območju boljša od »smradnega odtoka, ki komaj prehaja za vodo dve uri dolvodno« (2008). V zadnjih letih so v in blizu Rumene reke v Landžouju našli več primerkov ogroženega kitajskega velikanskega močerada.
11. aprila 2014 so uradniki Landžoua svetovali prebivalcem, naj ne pijejo vode iz pipe, ker so ravni benzena 20-krat presegale nacionalno mejo 10 mikrogramov na liter. Mestni vodovod je domneval, da je krivec industrijska kemična proizvodnja, podobno kot se je zgodilo leta 2005 ob eksplozijah v kemični tovarni Džilin.
Izbruh bruceloze, ki je okužil ljudi, se je v mestu zgodil leta 2020, potem ko je biofarmacevtska tovarna, vključena v proizvodnjo cepiv, pomotoma izčrpala bakterijo v ozračje v izpušnem zraku zaradi uporabe razkužila s pretečenim rokom uporabnosti in prizadela več kot 3000 ljudi.

### Potresi
Landžou redno doživlja potrese, čeprav običajno z nizko intenzivnostjo. Leta 1920 je velik potres ubil več kot 100.000 ljudi v provinci Ningšja in vzhodni Gansu, čeprav je bilo samo 42 ubitih v samem mestu, nizko število pa je bilo pripisano močni, a prilagodljivi naravi lesenih stavb v mestu. Lanzhou je leta 2008 prizadel tudi potres v Sečuanu leta 2008.

## Demografija
Po kitajskem popisu leta 2020 je Landžou prvič presegel 4 milijone prebivalcev, s skupno populacijo 4.359.446 prebivalcev in 3.042.863 v pozidanem (ali metro) območju 1.112,9 kvadratnih kilometrov, ki ga sestavljajo 4 osrednje mestna okrožja, Landžou Šin, v bližini letališča, ki rastejo zelo hitro, in okrožja Hongu, ki še niso somestja. To je pomenilo znatno rast po obdobju počasnejše rasti. Močno rast so pripisali staršem, ki iščejo boljše izobraževalne možnosti za svoje otroke, upokojenim delavcem migrantom, ki se vračajo v Gansu, izboljšanim storitvam v mestu in vladnim politikam.

## Turizem
- Gorski park petih izvirov (五泉山公园) je bil urejen na severni strani gore Gaolan, znan je po petih izvirih in več budističnih templjih.
- Most Džongšan (中山桥) je bil prvi stalni most čez Rumeno reko.
- Gorski park Baita (白塔山公园) je bil urejen blizu gora na nadmorski višini 1700 metrov in odprt leta 1958 čez most Džongšan.
- Botanični vrt Landžou (兰州植物园) je v okrožju Aning, ima veliko različnih dreves, rož in drugih rastlin.
- Mošeja Šiguan (西关清真寺) je ena večjih mošej na Kitajskem.
- Na gori Vučuan (五泉山) je veliko starodavnih arhitekturnih znamenitosti.
- Gora Šinglong (兴隆山) je prekrita z gostimi borovimi gozdovi in potresena s pisanimi templji.[28]
- Lutusi starodavna vlada (鲁土司衙门旧址), velik kompleks starodavnih vladnih stavb.

### Muzeji
- Provincijski muzej Gansu (甘肃省博物馆), prikazuje arheološke in fosilne najdbe iz Gansuja ter razstave o zgodovini Gansuja.
- Muzej Landžou (兰州市博物馆) je pomembna kulturna enota na svilni poti. Od oktobra 2017 zbirka vsebuje več kot 13.000 kosov, vključno z lončenino, porcelanom, bronom, kaligrafijo, kovanci, žadom, kamenino itd. Obstaja 52 nacionalnih prvorazrednih kulturnih relikvij, 78 nacionalnih kulturnih relikvij druge stopnje in 682 nacionalnih kulturnih relikvij tretje stopnje.[29]
- Umetnostni muzej Gansu (甘肃艺术馆), ki umetnikom ponuja širok prikaz in zunanjo komunikacijsko platformo.
- Razstavna dvorana za načrtovanje mesta Landžou (兰州市规划展览馆), ki prikazuje globoko kulturo Rumene reke in združuje razstavo v zaprtih prostorih, arhitekturni koncept in urbane značilnosti.
- Muzej poslikane keramike Landžou (兰州彩陶博物馆), skupno število zbirk je 250, vključno s 50 dragocenimi kulturnimi relikvijami, prikazuje civilizacijo poslikane keramike, ki jo predstavlja kulturna keramika Madžjajao.
- Muzej znanosti in tehnologije Gansu (甘肃科技博物馆) zvok, svetloba, elektrika in druga visokotehnološka sredstva bodo v celoti sprejeti, način poučevanja in učenja pa bo obiskovalcem omogočil, da sprejmejo sodobno znanost v prijetnem vzdušju.

## Kultura
Mesto je kulturno središče Gansuja. Je dom številnih različnih etničnih skupin in njihovih kultur, vendar so najpomembnejše tri skupine Han, Hui in Zang.
- Kitajska opera: Činčjang Opera
- Kulinarika: Landžou goveji lamijski rezanci, številne druge vrste rezancev, korenina lilije in veliko različnih vrst ovčjega mesa so pomembni elementi posebne prehranjevalne kulture Landžoua. Goveji rezanci so dobro znani po vsej Kitajski. V mestu je več kot 1000 restavracij z govejimi rezanci.
- Islam na Kitajskem: mošeja Šiguan je bila zgrajena v obdobju dinastije Ming in obnovljena leta 1990. Zavzema površino 467 kvadratnih metrov in je ena najvplivnejših mošej na Kitajskem. Arhitektura mošeje pretežno odseva arabsko arhitekturo.[30]

Mnogi ljudje v Landžou so vraževerni.

## Pobratena mesta
- Albuquerque, ZDA[32]
- Akita,  Japonska (friendship city)[33]
- Ašhabad,  Turkmenistan[34]
- Chorley,  Anglija[34][35]
- Penza,  Rusija[34]
- Nouakchott,  Mavretanija[34]
- Young Shire,  Avstralija[34][36]